# Spathius merope
Spathius merope är en stekelart som beskrevs av Nixon 1943. Spathius merope ingår i släktet Spathius och familjen bracksteklar. Inga underarter finns listade i Catalogue of Life.